# Zadní Ves

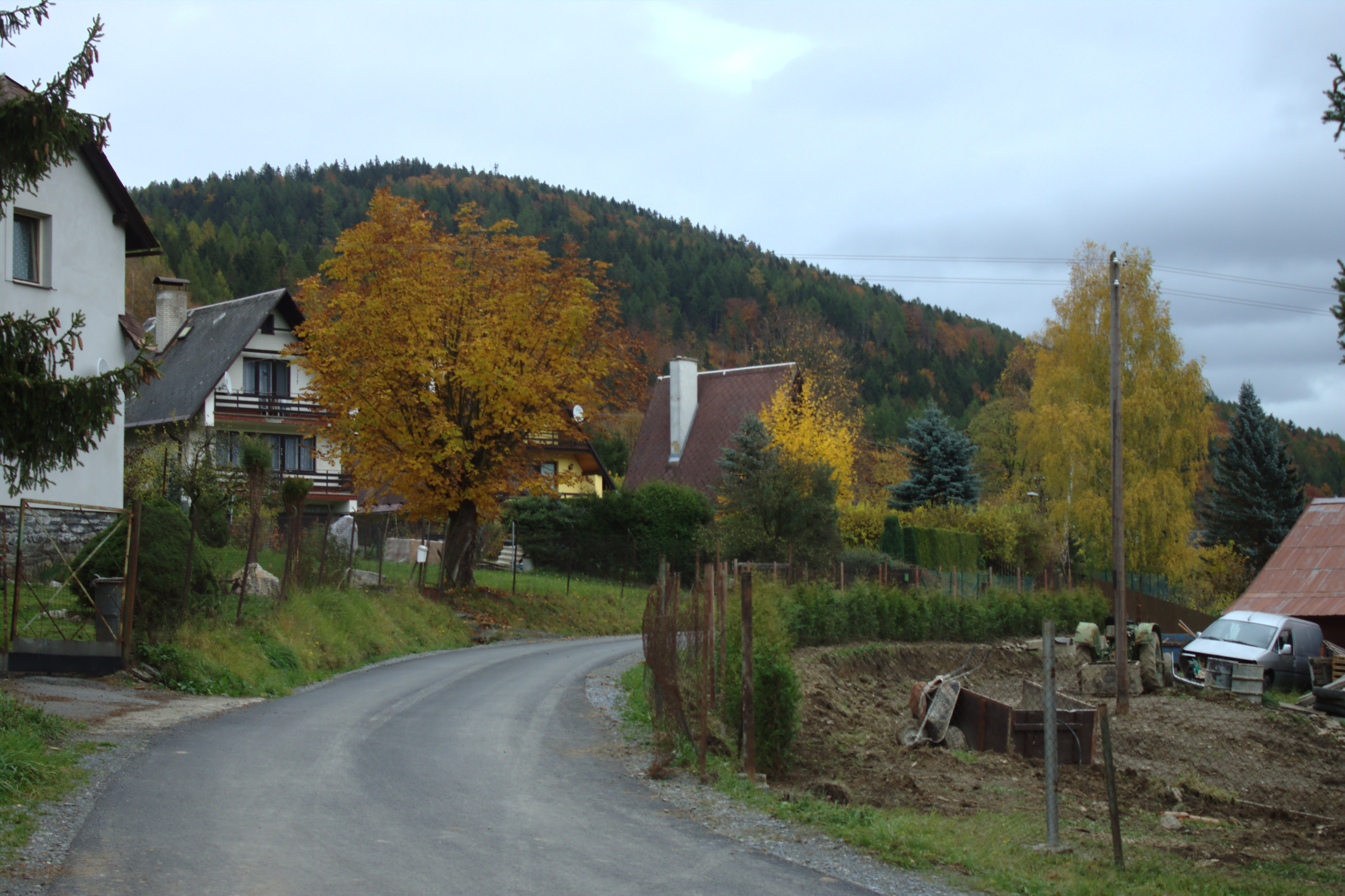
Straßenkehre am westlichen Ortsrand

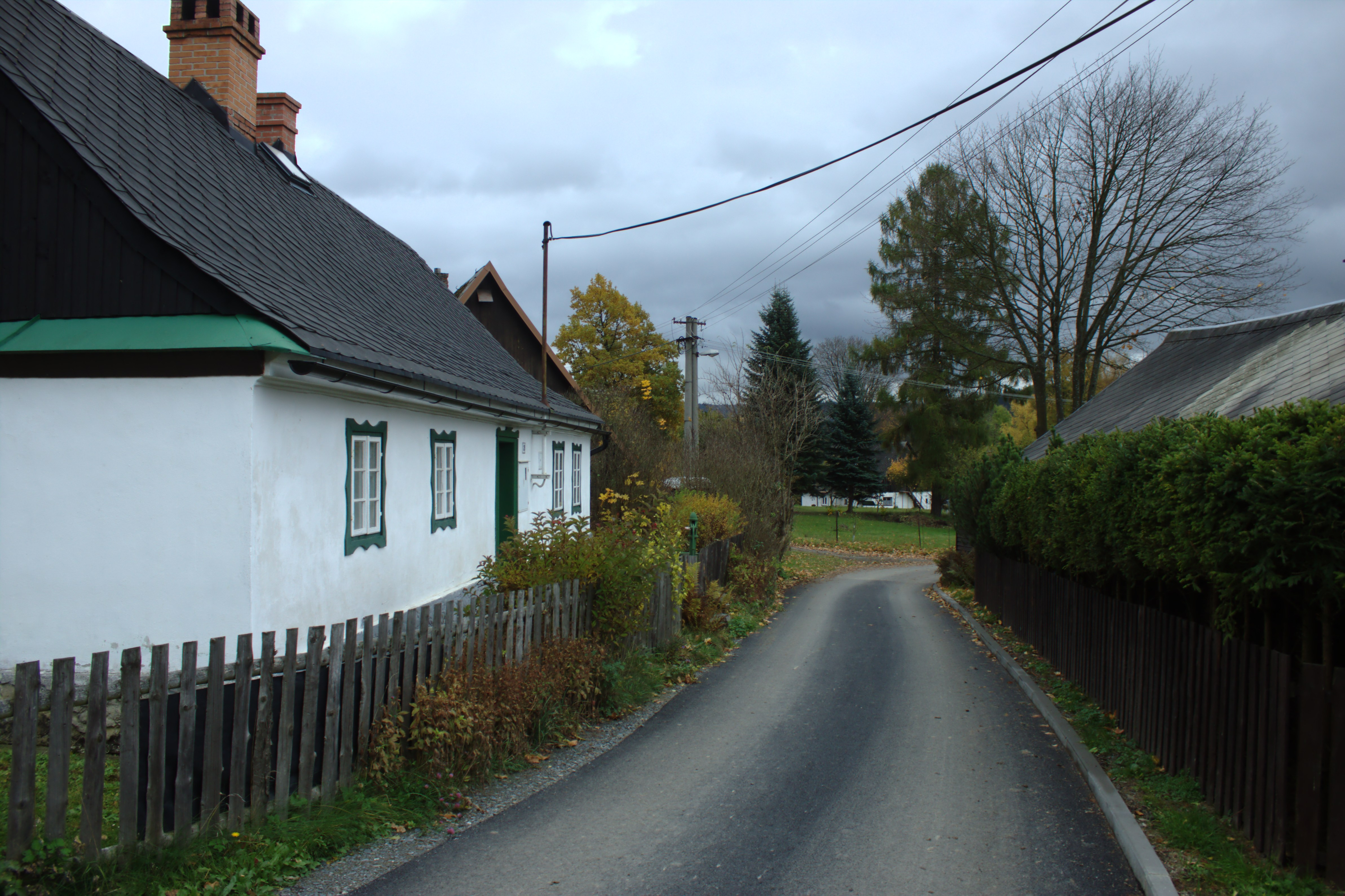
Dorfstraße

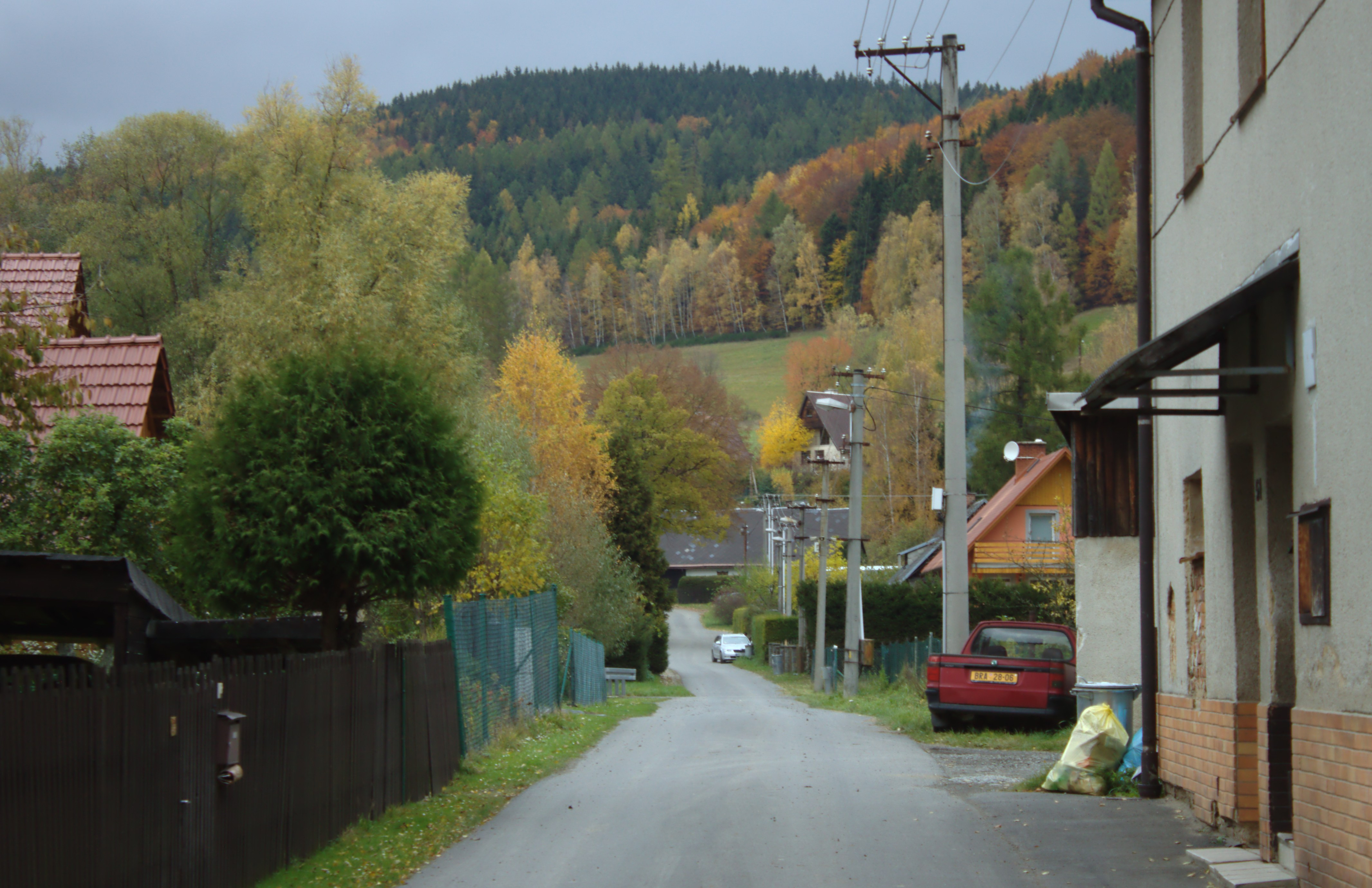
Häuser an der Dorfstraße

Zadní Ves (deutsch Karlsthal-Hinterdorf, auch Hinterdorf) ist ein Ortsteil der Gemeinde Karlovice (Karlsthal) in Tschechien. Er liegt drei Kilometer östlich von Vrbno pod Pradědem (Würbenthal) und gehört zum Okres Bruntál.

## Geographie
Die Streusiedlung Zadní Ves befindet sich linksseitig der Opava (Oppa) in den südlichen Ausläufern der Zlatohorská vrchovina (Zuckmanteler Bergland). Nördlich erhebt sich der Ostroh (Restenberg, 732 m n.m.), im Nordosten der Obří vrch (Riesenkoppe, 739 m n.m.) und der Kirchberg (641 m n.m.), östlich der Milíř (698 m n.m.), im Süden der Kamenný vrch (Steinberg, 665 m n.m.), der V Koleně (712 m n.m.) und der Zámecký vrch (Schloßberg, 705 m n.m.), südwestlich die Vysoká hora (Hoher Berg, 1031 m n.m.) sowie nordwestlich der Huk (788 m n.m.) und der Větrník (843 m n.m.). Südlich – am gegenüberliegenden Ufer der Opava – verlaufen die Staatsstraße II/451 von Karlovice nach Vrbno pod Pradědem und die Bahnstrecke Milotice nad Opavou–Vrbno pod Pradědem.
Nachbarorte sind Heřmanovice (Hermannstadt) und Sokolí Důl (Eiben) im Norden, die Wüstung Adamov (Adamsthal) und Hájovny (Hegerhäuser) im Nordosten, Nové Purkartice (Neu Bürgersdorf) und Karlovice (Karlsthal-Vorderdorf) im Osten, Nové Karlovice (Neu-Karlsthal) im Südosten, Dětřichovice (Dittersdorf) und Pustá Rudná  (Lauterseifen) im Süden, Karlova Studánka (Karlsbrunn) im Südwesten, Ludvíkov (Ludwigsthal) und Vrbno pod Pradědem im Westen sowie Mnichov (Einsiedel) im Nordwesten.

## Geschichte
Das obere Tal der Mittleren Oppa bildete seit dem Beginn des 16. Jahrhunderts die Grenze zwischen dem Herzogtum Jägerndorf  und der Herrschaft Freudenthal. Am Anfang des 18. Jahrhunderts ließen die Jägerndorfer Herzöge an der Stelle der im Dreißigjährigen Krieg erloschenen Siedlung Hütten Eisenhämmer anlegen, um die bald ein Dorf entstand, das ab 1720 als Carlsthal bzw. Hütten bezeichnet wurde. 1727 war Carlsthal soweit angewachsen, dass eine eigene Ortsgemeinde gebildet wurde. Den Siedlern wurden lediglich die Baustellen überlassen, die übrigen Gründe blieben herrschaftlich. Die Gemeinde wurde in der Folgezeit stark erweitert. Nordwestlich des Ortskerns mit den Hämmern – dem heutigen Karlovice – war eine weitere Siedlung entstanden – das heutige Zadní Ves. Trotz der räumlichen Trennung durch die Flussbiegung der Oppa am Fuße der Riesenkoppe wurden beide Teile von Carlsthal als eine Einheit angesehen. Aus der Josephinischen Landesaufnahme des Herzogtums Ober-Schlesien von 1763 geht hervor, dass der hintere Teil von Carlsthal damals bereits die bis heute erhaltenen Strukturen aufweist.
Auch im 19. Jahrhundert erfolgte zunächst keine Unterscheidung zwischen den beiden Karlsthaler Ortslagen. Der Ort bestand im Jahre 1835 größtenteils aus Häusler- und Gärtnerstellen. Haupterwerbsquelle war die Leinenerzeugung. Bis zur Mitte des 19. Jahrhunderts blieb die Ansiedlung der Herrschaft Jägerndorf untertänig. Nach der Aufhebung der Patrimonialherrschaften bildeten beide Ortslagen ab 1849 das Dorf Karlsthal bzw. Alt-Karlsthal im Gerichtsbezirk Freudenthal. Ab 1868 gehörte Karlsthal zum Bezirk Freudenthal und Gerichtsbezirk Würbenthal.
Die erste schriftliche Erwähnung von Hinterdorf als Siedlung der Gemeinde Karlsthal erfolgte 1881. 1890 bestand die Siedlung aus 81 Häusern und hatte 529 Einwohner. Im Jahre 1900 lebten in Hinterdorf 497 Personen, 1910 waren es 465. Nach dem Zusammenbruch der k.k. Monarchie wurde der Ort 1918 Teil der neu gebildeten Tschechoslowakei. Beim Zensus von 1921 wurde für den aus 82 Häusern bestehenden Gemeindeteil Karlsthal-Hinterdorf keine separate Einwohnerzahl erfasst. Der tschechische Name Karlovice Zadní Ves wurde 1924 eingeführt. Im Jahre 1930 bestand Karlsthal-Hinterdorf aus 87 Häusern und hatte 478 Einwohner. In der Mitte der 1930er Jahre wurde in den Bergen nördlich von Karlsthal-Hinterdorf eine doppelte leichte Befestigungslinie des Tschechoslowakischen Walls errichtet. Nach dem Münchner Abkommen wurde die Siedlung im Herbst 1938 dem Deutschen Reich zugesprochen und gehörte bis 1945 zum Landkreis Freudenthal. Nach dem Ende des Zweiten Weltkrieges wurde Karlovice Zadní Ves wieder Teil der Tschechoslowakei. Die deutschsprachige Bevölkerung wurde 1946 größtenteils vertrieben und der Ort mit Tschechen besiedelt. Im Jahre 1970 lebten in den 52 Häusern von Zadní Ves 217 Personen. Mit Beginn des Jahres 1971 erhielt Zadní Ves den Status eines Ortsteils von Karlovice. 1991 bestand Zadní Ves aus 53 Wohnhäusern und hatte 105 Einwohner. Beim Zensus von 2011 lebten in den 46 Häusern von Zadní Ves 109 Personen.

## Gemeindegliederung
Zadní Ves ist Teil des Katastralbezirks Karlovice ve Slezsku. Zu Zadní Ves gehören die Berghütten Čertovka und Mechovka.

## Sehenswürdigkeiten
- Bunkerlinie des Tschechoslowakischen Walls

## Schutzgebiete
- Naturreservat Karlovice-sever am Südhang des Huk, nordwestlich des Ortes. Es wurde 1970 zum Schutz einer Population der Europäischen Lärche eingerichtet und hat eine Ausdehnung von 43 ha. Wegen Wildverbissschäden an den wertvollen Sämlingen erfolgte 1995 eine Umfriedung des Schutzgebietes, in deren Folge auch eine Verjüngung des Bestandes an Rotbuchen, Weißtannen und Gemeinen Fichten einsetzte.